# 石岡正人
石岡 正人（いしおか まさと、1960年8月6日 - ）は、日本の映画監督。静岡県出身。日本映画監督協会会員。京都精華大学マンガ学部客員教授（専門：映画）。

## 来歴
- 千葉県立千葉南高等学校から京都精華大学を経て、1983年、明治大学政治経済学部政治学科卒業。
- 代々木忠、富岡忠文、廣木隆一らの助監督を経験。
- 1995年、ゴールド・ビューを設立。Vシネマの制作に携わる。
- 2001年、初の劇場作品監督作「PAIN/ペイン（英語版）」で日本映画監督協会新人賞を受賞した。

## 作品
- 「痴漢白書」（1995年）
- 「痴漢白書2」(1995年)
- 「痴漢白書7」 (1997年)
- 「体育の時間 ブルマから汗が・・・」（1998年）
- 「PAIN/ペイン」（2001）[1]
- 「TOKYO NOIR　トーキョーノワール」（2004）[2]
- 「YoYocHu SEXと代々木忠の世界」（2011）[3]
- 「アニメ師・杉井ギサブロー」（2012）[4]